# Cadillac Lyriq concept
La Cadillac Lyriq concept est un concept car de SUV électrique du constructeur automobile américain Cadillac qui préfigure le prochain SUV du même nom dans la gamme du constructeur à partir de la fin 2021. Il s'agira du deuxième véhicule électrique (VE) de GM vendu en Amérique du Nord, après le Chevrolet Bolt. Il devait être révélé intégralement au public le 2 avril 2020, bien que le dévoilement ait été reporté en raison de la pandémie de Covid-19, au 6 août 2020. Cette voiture est la première voiture entièrement électrique de Cadillac et elle a également introduit une nouvelle technologie, un nouveau style de conception, se gare toute seule, et peut se conduire sur une autoroute sans que le conducteur ne dirige le volant. Le véhicule sera assemblé à l'usine Spring Hill Manufacturing à Spring Hill (Tennessee).

## Histoire
GM a plusieurs modèles de véhicules électriques produits sur sa plate-forme existante BEV2. Lors du Salon international de l'automobile d'Amérique du Nord 2019, la PDG Mary Barra a révélé plusieurs détails sur la prochaine série de véhicules électriques du groupe, qui comprenait un crossover de Cadillac. En mars 2020, le nom de ce véhicule a été confirmé comme étant Lyriq, prononcé «lyrique». Ce nom suit le modèle de plusieurs concept cars antérieurs Cadillac, y compris les Cadillac Evoq, Cadillac Provoq et Cadillac Celestiq, tous se terminant délibérément par «q».
Avant l'épidémie du nouveau coronavirus de 2020, Cadillac avait prévu une révélation pour le marché américain le 2 avril de cette année, suivie d'un lancement peu de temps après pour l'année modèle 2021. Depuis l'épidémie et l'annulation du lancement qui a suivi, le véhicule a été retardé mais pas annulé, étant prévu pour une première sortie en Chine suivie d'une sortie américaine pour 2022,.

## Présentation
Le Cadillac Lyriq concept est un show car très proche de la série présenté le 8 août 2020, qui suit la présentation du concept car Cadillac EV concept le 14 janvier 2019 au salon international de l'automobile d'Amérique du Nord annonçant l'arrivée d'un SUV électrique chez Cadillac dont le nom n'était alors pas encore définit.

## Caractéristiques techniques

### Batterie
Le concept dispose d'une batterie Ultium d'une capacité de 100 kWh, de type NCMA (Lithium-ion nickel-cobalt-manganèse-aluminium).

## Compétition
Le Lyriq sera en concurrence avec d'autres crossovers de luxe électriques et compacts comme le Tesla Model Y, l'Audi e-tron et le Jaguar I-Pace.